# 王老吉涼茶
王老吉涼茶是起源於中國廣東的涼茶品牌，最早於清朝道光年間（約1828年）由廣東鶴山人王澤邦所創。

## 歷史

### 清朝時期

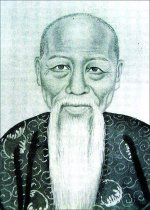
王老吉创始人王泽邦像。

傳說王澤邦本務農為生。後當時地方瘟疫流行，他偕同妻兒上山避疫，途中巧遇一道士傳授藥方。王澤邦依照藥方煮茶，幫助百姓治病。清文宗咸豐二年（1852年），皇帝在聽聞民間有“王老吉涼茶”防疾治病後，召王澤邦入宮製備涼茶供文武百官作清涼飲料，獲廣泛好評。半年後王被賜封為太醫令，並獲贈銀五百兩，在內務府總管大臣陪同下榮歸故里，轟動羊城。翌年在廣州十三行路靖遠街（今靖遠路）開設了「王老吉涼茶舖」，專營水碗涼茶。之所以得名“王老吉”，因王澤邦乳名阿吉。惟不見史料，清代太醫院亦無太醫令一職，依《大清會典則例》和任錫庚《太醫院志》替清皇及其家屬看診的為御醫，而非太醫。
另有傳林則徐時任欽差大臣，初到廣東，且查禁鴉片煙時操勞過度，加上水土不服，又患上感冒等症。他的隨從聽聞十三行的王老吉有解暑治感良方，為林則徐求藥，林則徐服下一包草藥之後，諸如症狀皆痊癒。林則徐登門答謝王老吉，又問王老吉以何種藥治病，當他得知王老吉都不過以平價草藥來醫治，林則徐有感而發，提議王老吉將藥方製成涼茶，讓人們隨到隨飲，防病保健。之後，王老吉如林則徐所言，賣起涼茶來。林則徐為鼓勵王老吉，特地送來雕有「王老吉」三金字的大銅葫蘆壺，寓意「悬壶济世，普救众生」。因配方合乎藥理，價錢公道，王老吉因而開始遠近聞名。
清道光年間（約1830年），王澤邦就在廣州銷售王老吉涼茶。1840年間，王澤邦開始生產王老吉涼茶包，以前店後作坊的形式同时供应王老吉水碗凉茶和茶包。其後，王澤邦讓三個兒子在廣州另設分店。此後，王老吉涼茶不僅暢銷兩廣，湖南、湖北、江西、上海以至北京也有銷售。王老吉涼茶隨着不少赴東南亞等地謀生的廣東人，傳入東南亞各國乃至美國。
王澤邦於1883年辭世，享年70歲，將涼茶業務交給兒子王貴成、王貴祥、王貴發三人，葬於白云山大金钟地区。
後来，长子王贵成在祖铺对面多租一个铺位，采用初期的工业化生产方式——用纸袋包装凉茶料出售，并将这家铺面取名为“连济堂祥记”。三子王贵发最终继承了祖铺，并传给王恆裕、王恆瑞和王恆輝，王恆裕一支往香港發展，王恆瑞和王恆輝則留在廣州。
由於做涼茶的藥材需由江蘇江都運來，頗為費時，三兄弟商量後決定，把財產平分成三份，三房人鬆散結合、分頭發展。大哥貴成去江都開設「王老吉成記」，並且憑藉藥源地的優勢，生意不錯。二哥貴祥全家遷往澳門，註冊了「王老吉祥記」，與客戶簽訂長期貿易合同，生意穩定（後由貴祥一房的恆新負責，但恆新過世後，其子女都無意於家業，各人各自成家及留學，涼茶舖無以繼承而告終結）。弟弟貴發則留在廣州守祖鋪。但貴發不想守舊，於是留下二兒子恆輝和三兒子恆端在廣州，在1889年帶著大兒子王恆裕去了香港。1896年，貴發的三個兒子集資在香港文武廟直街開設「王老吉遠恆記」，並在英聯邦所轄地將王老吉註冊商標，也是第一個註冊的華商商標。當時訂明，以後凡是王老吉遠恆記的子孫，都可把王老吉出口英聯邦各國各地。時值南洋群島爆發特大流行感冒，因該地缺醫少藥，王老吉便開始供不應求。遠恆記王老吉因為有出口註冊商標的優勢，生意最為興隆。 
梁启超1898年至1903年间在美国旅游期间，就在街上看见有卖王老吉凉茶，当时这种茶在广东每帖只卖二文铜钱，但在美国就卖到了五元至十元美金、遠恆記王老吉自此也在美洲扎根。

### 分家
1908年王贵发在香港病逝；中華民國成立後的1912年12月24日，王恒辉兄弟三人在长房家母念慈（王贵發妻子）的主持下，订立分产合约，约定各家“彼此不得侵越范围”。

#### 香港及海外

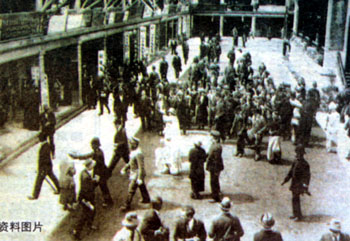
1925年，王老吉凉茶获邀参加英国伦敦中国产品展览会

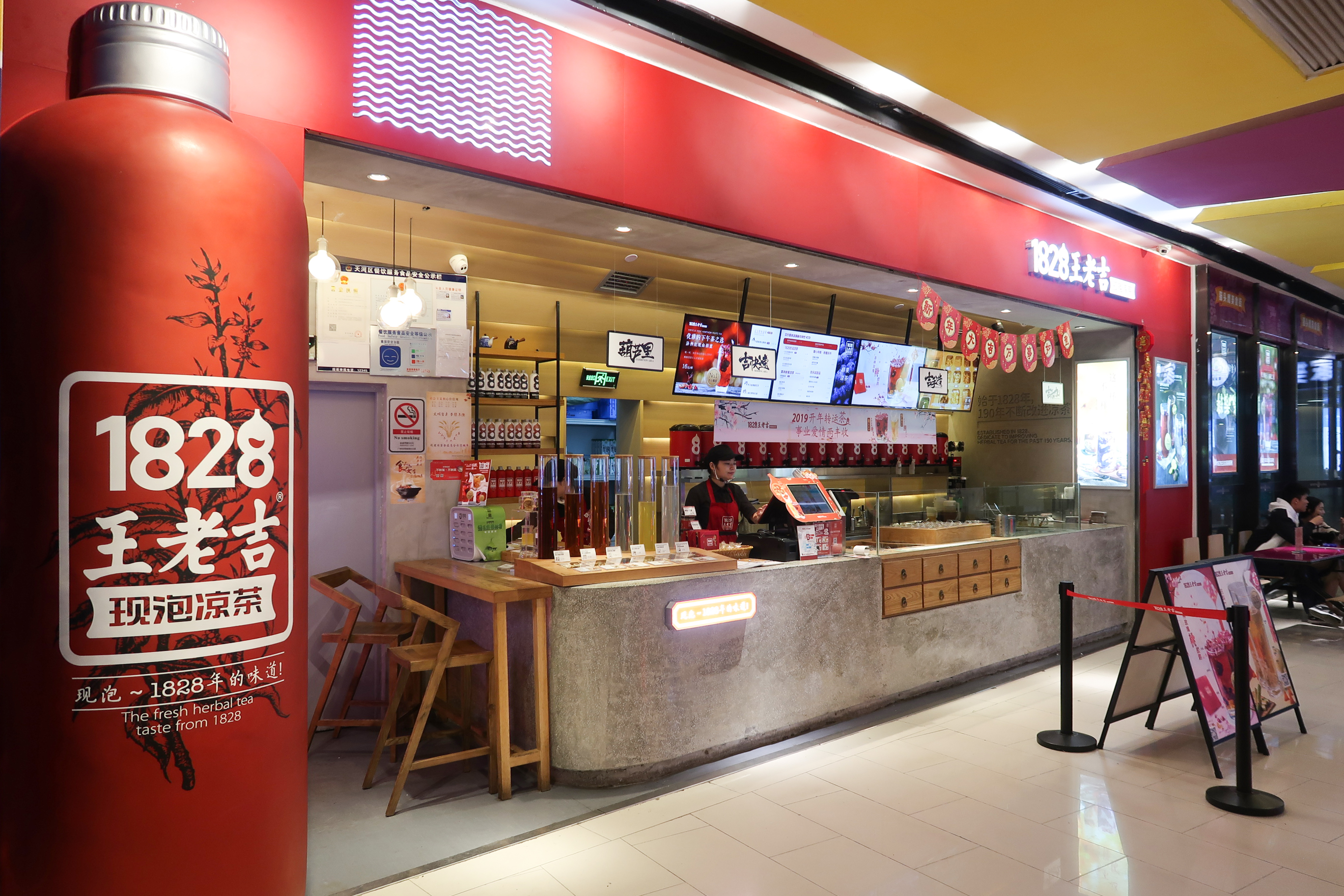
王老吉涼茶位於廣州花城匯的分店

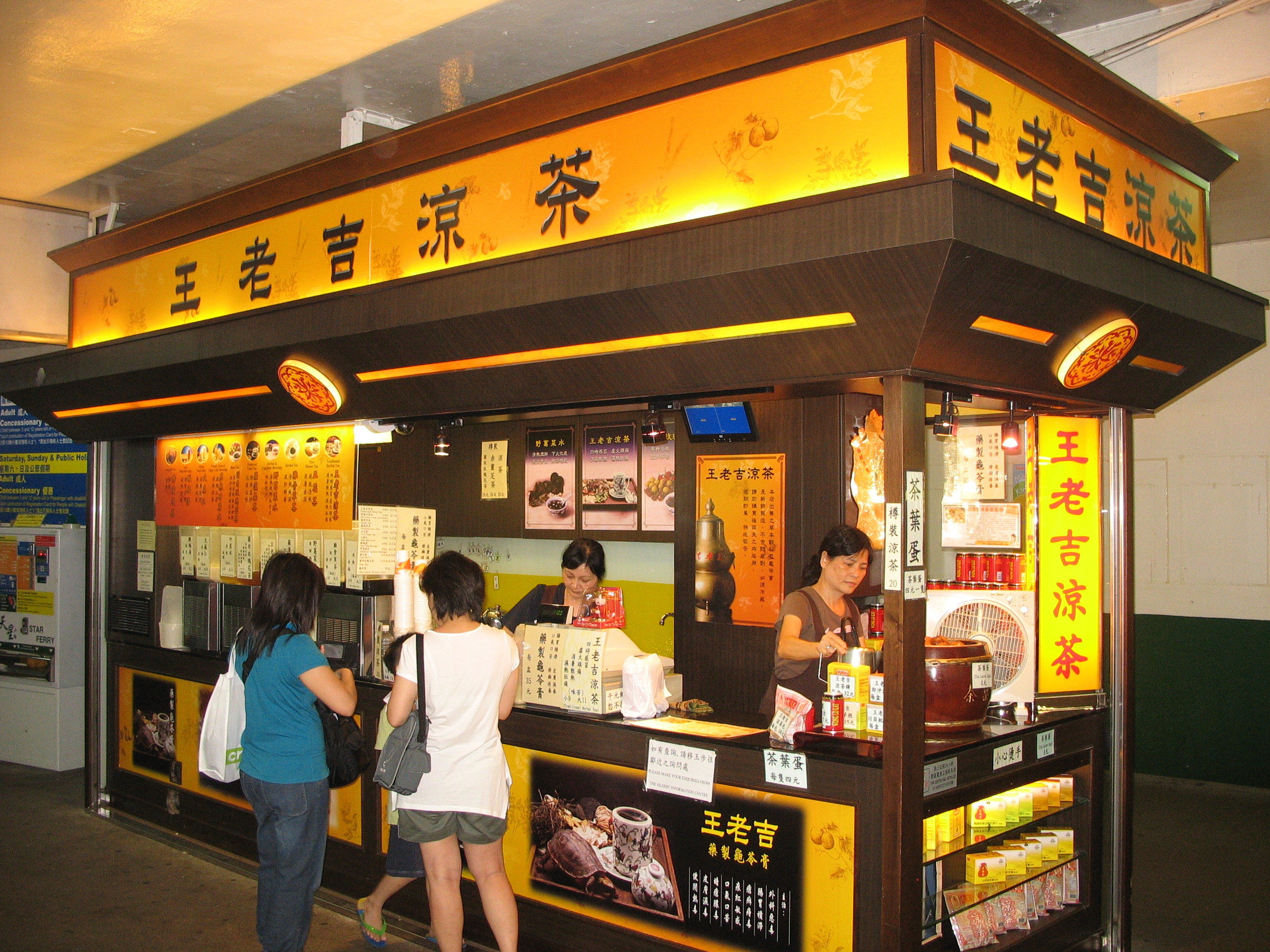
王老吉涼茶位於香港尖沙嘴天星碼頭的分店

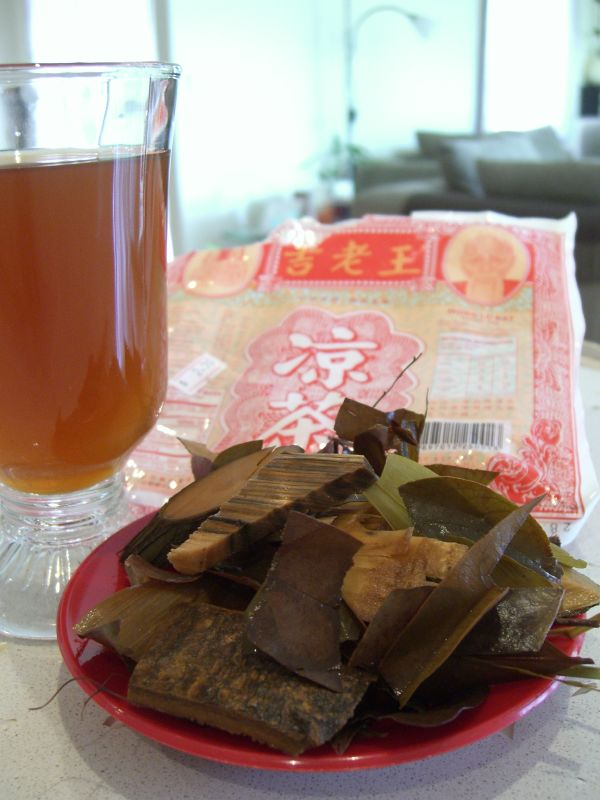
在澳洲购买并消费的自泡式王老吉凉茶

1897年，王恆裕一支於香港文武廟直街（今荷李活道）設店，與廣州王老吉分家，並將王老吉「杭線葫蘆」的商標註冊，成為第一個註冊的華商商標。1915年將店鋪移至中環鴨巴甸街。
1925年，香港王老吉涼茶被邀請往英國倫敦參加中國產品展覽會，展出涼茶包。展覽會開幕當天，參觀者有英王、公主及眾多的士紳名流，王老吉的外銷生意更上一層樓。
1934年，王恆裕病逝，16歲的獨子王豫康繼承生意。在1940年代香港淪陷的三年多中，王老吉外銷貿易停頓。香港重光後，經濟步入戰後大恢復時期，當王老吉一恢復貿易，訂單便紛至沓來。王豫康隨即僱用大批工人，日以繼夜地趕貨出口。鴨巴甸街門市也客似雲來。需求量的增大使王老吉推出涼茶精，即將藥料滲透入茶藥內，經過焙乾後入袋包裝。需要飲用時，只需要沸水浸幾分鐘即可飲用，效果與涼茶相同，並且由於即沖即飲，方便快捷而更受歡迎，生意空前火爆。到上世紀40年代，王豫康在香港開設有六間王老吉涼茶分店。
1951年，王豫康在澳門開設分店（早年貴祥經營的店鋪已結業）。後偶然認識了從事期貨炒賣的丁某。王豫康最初拿出五萬元給丁某，不足一日便賺了三萬元。王豫康便對這種賺錢方式著迷，開始沉迷於期貨炒賣。他對丁某非常信任，全權授予其管理公司的財權物權。起初一切順利，直至一次公司一批約值百餘萬元的貨物被丁卷走，王豫康才醒悟。只能把香港王老吉店鋪頂讓，甚至出售商標還債。
王豫康被打擊後赴美國經營王老吉產品在美的分銷業務，並開設中式餅店，重新籌集了一筆資金，並寫信請妻子謝麗瓊赴美協助。但此時謝麗瓊從打聽得知，四間頂手他人的王老吉分店都因經營不善而逐間關閉，便決心留在香港重振王老吉聲譽。1971年，頂讓王老吉祖鋪的股東無心經營，有意出售股份，謝便以16萬元把店鋪買回來，且重新獲得商標使用權，此後她多次寫信叫王豫康回港重掌涼茶業務，但豫康不願放棄在美國艱難創下的事業，直至謝於1975年病逝，兩人也沒見最後一面。
1984年王豫康病逝，再經三年完成領取遺產手續，至1988年資產傳給王老吉海外第五代傳人王健全、王健儀。不過，兄妹二人的經營仍然不善，王老吉的品牌雖在東南亞流傳甚廣，但也有很多仿冒者，美國、英國和荷蘭也是假貨當道，作為商標合法持有人和正宗配方傳人的王氏兄妹，並未能從銷售中獲利多少，規模始終非常有限。為此，兄妹也在海外30多個國家和地區註冊香港王老吉（國際）有限公司，整頓海外市場：收回海外代理權，由公司直接和客戶聯繫。
廣東東莞商人陳鴻道1990年前往香港找王老吉洽談秘方和商標使用事宜時，需要穿街過巷，才在不起眼的巷子找到了王老吉「百年祖鋪」。1995年，陳鴻道在香港獲得了「王老吉」商標和秘方的使用權，以鴻道集團名義在香港生產和銷售罐裝王老吉。
第五代傳人（玄孫女）王健儀現擁有香港及海外的「王老吉」商標所有權。雖然舖租較高，現時香港於元朗區的天水圍天澤商場設有分店，並不斷擴充分店網絡。

#### 大陆

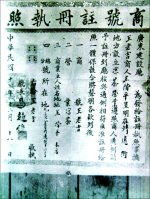
1928年（民国17年）颁发的王老吉商号注册执照。

王恒辉一支，留守广州靖远路主持百年老铺，以“水碗”凉茶为主业。但19世纪末开始，中国大陆时局乱象环生，王老吉在大陸的生意开始日渐式微。
1911年，以葫蘆招牌為記在中華民國政府獲准註冊；1928年後以王澤邦像和欖線葫蘆圖案註冊。
1925年发生的五卅运动、省港大罢工及沙基惨案，使广州王老吉生意大受打击，不但外销市场断绝，连本地生意也成问题。留守广州的贵发子孙举家迁往乡间避难，省店被迫停业。与此同时，香港王老吉的生意蒸蒸日上。
1938年，廣州在抗日戰爭中被日軍攻佔，王老吉涼茶貨棧全部焚燬。戰爭結束後，王恒辉的一女五子重返故土，商议重建。其中，大姐王宝钿及丈夫胡多文出资70%，王宝璋、王宝瑶等五兄弟共同出资30%，在靖远路恢復生產，後迁至海珠中路71至73号，并拓展两间分店：中华路（今解放路）万记王老吉、洪德路永记王老吉。王宝璋任总店的代经理，而王宝瑶管理账房，兄弟俩配合默契，生意蒸蒸日上。据王宝瑶儿子王沛成说，铺面门口都摆着两个巨大铜葫芦，里面储存的就是凉茶。每个铜葫芦内，大约可容纳100杯凉茶。每次有客人来，伙计就会从铜葫芦里倒出凉茶，盛在玻璃水杯里，每杯3分钱。另外凉茶铺里还备有仁面凉果之类的点心，供怕苦的客人搭配食用。茶铺称这种点心作“送口”，每颗一两分钱。为招揽生意，店铺门口还摆有一台进口收音机。
王沛成指，祖传王老吉凉茶的制作工艺是：药材均是提前一晚泡好，这是为了让凉茶充分发挥药效，等到第二天早上再慢火泡制。有说法称，在其他凉茶铺，为了增加苦味以表现浓度，会添加猪胆汁以次充好，但在王老吉凉茶铺，伙计最靠得住，不敢妄动，因此外界有了“老老实实王老吉”的名声。

##### 当局没收
1949年中华人民共和国建政后，中国大陆的王老吉涼茶私人资产（包括铺面及工厂）被当局没收，歸入「國有企業」。1956年，當局對私營企業進行「生产资料所有制的社会主义改造」，將八間歷史悠久的中藥廠大举合併進行「公私合營」，他們是生產神粬茶的何天福、存仁堂、嘉寶棧、康壽堂，生產外感平安茶、平安散的陳燃氏，生產午時茶的盧薛昌和生產快應茶的常炯堂，其中以固定資產和員工數目最多的王老吉命名（时年产值44.36万元，职工41人），稱為「王老吉聯合製藥廠」，厂址迁至十三行路故衣街10号。公私合营后，每年制药厂向王家等私股持有人支付5%的定息作为分红。不过，这一定息是“一刀切”的，不论企业盈利状况如何，也不考虑私股股东的意愿。实际上，根据当时的情况，这一定息不但远低于制药厂的盈利，也低于银行当时的定期存款利息。
王沛成回忆道，自己的童年到少年时代，外祖母、母亲就带着他一起用浆糊黏“王老吉”凉茶包装袋。当时他们一家人蜗居在清平路上，冷巷（即走廊）就是一家人的加工车间，生活非常艰苦。但是王宝璋和王宝瑶并没有放弃过培养儿子继承凉茶事业的努力，王沛成还记得自己小时候经常跟父亲到农村采购药材。王勇承则回忆起王宝璋带他辨药的经历。然而，他们都没能继续学习中医药学知识。王沛成说：“那个时候，想继承祖业，简直是痴心妄想。”
1965年10月广州医药行业进行了调整，中、西药厂实行分开局级管理，成立了“广州中药制药总厂”，同时为贯彻文化大革命初期當局破四旧的意思，属下企业名称开始按数字排列。「王老吉」名稱被認為是為資本家「樹碑立傳」，「王老吉也是臭老九」，於是在1966年被改名為「廣州中藥九廠」，而「王老吉涼茶」也被改為「廣東涼茶」。

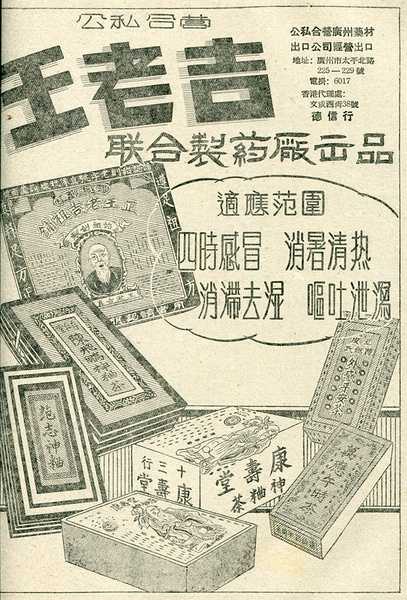
公私合营期间联合制药厂的广州报章广告；图中所见的由八间中药厂合并而来的各个品牌在1966年後被全部取消，王家後人被赶走；王泽邦的真像从此只能在港澳台及海外的产品中见到。

1966年文革开始，担任过代经理和账房总管的王宝璋、王宝瑶都被定为“资本家”，收押入狱，不久被定性为“专政对象”。在同年9月，定息停止支付。定息总共支付了十年，相当于全部私股股本的50%，未经任何合法手续，私营股份被“沒收”为“国有”，公私合营企业全部变成了国营企业。不过后人们并没有离开制药厂。制药厂被没收後，王家老小，凡在适工年龄，都进了工厂当工人维生。後来王家年轻人都被安排“改造”。王宝璋的大儿子王勇承1966年去了农场，1980年才招工回家；小儿子王勇明主动写血书去海南岛珠碧江农场干活，先后有过大学招生、中专招生、招工回城的机会，但都因“成分问题”而作罢。
1967年，“广东凉茶”移交到顺德北滘碧江中药加工厂继续生产。
1971年，中药九厂进行剂型改革，将原90克纸袋装的大茶包，浓缩提炼成2克重，可用沸水即冲即服的“凉茶精”，出口外销时受港澳及海外华人市场欢迎。
1979年，专门生产保济丸的1302厂被合并至王老吉联合制药厂。1982年1月，经广州市经委批准，中藥九廠再被改名「廣州羊城藥廠」。1987年8月，羊城药厂将凉茶制成颗粒冲服剂，名为“王老吉牌冲服凉茶”，方便携带和服用。
1983年2月，中共中央统战部和商业部联合发文规定：公私合营资产已属国家所有，不应退还本人。按现时的概念，即一夜之间股民股票归公，房奴房产归公。违宪的政策构成了广药集团拥有王老吉药厂实体资产的全部依据。
“王老吉”商标甚至于“王老吉”凉茶的品牌，在1968年至1992年期间，亦在市场上消失。

##### 公司上市和商标争议
1986年6月，王老吉商标重新注册。1992年，广药集团推出盒装“王老吉”和罐装“王老”凉茶，重新启用了这一商标。
1992年11月26日宣告成立轉制成為以國家股為主體的股份制企業，改名「廣州羊城藥業股份有限公司」。「王老吉」後来被中国国家工商行政管理局商标局注册为商标（注册号626155，第32类），该商标最初由广州羊城滋补品厂所有（现为廣州王老吉藥業股份有限公司食品饮料分公司，原名“廣州羊城藥業股份有限公司王老吉食品饮料分公司”），1997年该商标转让予受广州市人民政府国有资产监督管理委员会监管的广药集团所有，不再屬於羊城藥業（現王老吉藥業）。广药集团此后允許羊城藥業使用「王老吉」商標生产王老吉冲剂等藥品、飲料。羊城藥業的母公司廣州醫藥集團有限公司在1997年重組資產，羊城藥業和廣藥集團的其他几家企业与机构共同成立了廣州藥業股份有限公司，在香港發行H股（港交所：0874）上市，并於2001年增發A股（上交所：600332）在上海上市。
1990年，香港王老吉传人王健仪与香港鸿道集团董事长陈鸿道经过协商后达成合作协议，王老吉（国际）有限公司授权鸿道集团使用王老吉凉茶的秘方与商标生产饮料。1992年，陈鸿道开始在广东东莞设厂生产王老吉并在大陆销售。但由于早在大陆商标法正式实施的1983年，广药集团前身羊城制药厂就已注册了王老吉商标生产药品，所以陈鸿道生产的凉茶只能以“清凉茶”命名。1994年，陈鸿道找到广药集团要求许可使用王老吉商标。翌年3月，双方签订了第一份商标许可合同。香港和大陆两支“王老吉”通过鸿道集团，在分割80余年后第一次建立起联系，三方达成“瓜分”市场的协议：广州羊城药业股份有限公司王老吉食品饮料分公司与香港鸿道集团有限公司正式签订了商标许可使用合同，批准鸿道集團子公司加多宝在大陆使用“王老吉”商标生产销售红色纸包装及红色易拉罐装凉茶饮料权，由香港王老吉後人王健儀提供配方。根据双方合同，广药集团许可鸿道集团从即日起到2003年1月期间使用王老吉商标，双方不得使用对方产品的任何包装装潢。鸿道集团第一年向广药集团交付商标使用费60万元，以后每年递增20%。因商标关系，香港王老吉後人持有的香港王老吉（國際）有限公司產品也不能在内地销售。而在当时，羊城药业从未生产过红罐包装的王老吉。广药自己在後来则生产绿色利乐包装的王老吉，以示区别。自此，鸿道集团旗下的广东东莞加多宝饮料有限公司开始生产红罐王老吉，并扩展至整个内地。1997年2月13日，双方重新签订协议，鸿道集团1997年支付商标使用费200万元，1998年起每年支付250万元。
2000年双方再次签署合同，规定鸿道集团使用“王老吉”商标权利有效期至2010年5月2日截止。2002和2003年，鸿道和广药又签署了两份补充协议，将租赁期限分别延长至2013和2020年。
在2000年以前，王老吉在广州以外并不出名，绿盒包装的口味较现在偏苦，产量很低，销量甚至不及现广药旗下的陳李濟、潘高壽。王老吉药业市场总监贺庆曾对媒体表示，当时整个广药集团的核心竞争力在药品，饮料方面倾注精力比较少，“既然有人愿意做饮料，我们的资源自己也使用不上，不如出租算了。”
2002年11月，广药亦从王澤邦传人、香港及海外的“王老吉”商标所有者王健仪手中获得10年的王老吉“海外商标使用权”。
2004年3月4日羊城藥業更名為「廣州王老吉藥業股份有限公司」，这个新“王老吉”裡已经没有王家後人的任何股份。同年8月，广州市政府响应中央提出的加强粤港合作号召，在香港举行招商会。招商团成员广药集团向同興藥業董事李祖泽、黄宜弘等发出入股邀请，任同興藥業董事长的王健仪随後入股王老吉藥業，双方各占48%的股份，与廣州醫藥并列为第一大股东，其余的3.907%为自然人持有，合作期至2014年结束。两个“王老吉”就此开始“统一经营”的努力，约定由同兴药业和广药合资成立王老吉药业股份有限公司，把海内外的王老吉商标转入到合资企业，在全球市场的统一，打造一个世界性的民族品牌。
2010年，王老吉药业内部资料显示，该公司第一次临时股东大会做出了一系列重大调整，李祖泽、黄宜弘、周娟娟辞任公司董事职务，由王健仪、景雨淮和李达民接任。景雨淮曾一直担任加多宝集团法律顾问、授权发言人；李达民是恆基兆業地產董事、香港大亨李兆基胞弟。
王健仪曾对外宣称，广药违背了将商标拥有权转移至王老吉药业的承诺，药厂自1949年失去商标至今已60多年。广药集团目前授权后者生产凉茶，即同样可以在拥有商标的期限内收回授权，也可以授权其他企业生产王老吉，例如陈李济等。2011年初，广药宣布由王老吉药业代售白云山制药生产的“白云山凉茶”，并将该产品整合入王老吉销售渠道，再次激怒王健仪。王在3月首次公开表示支持加多宝，肯定其对王老吉品牌的贡献。广药後来更加授权广粮集团生产王老吉固元粥、王老吉莲子绿豆爽等产品，见下一段落。
2005年，广药集团总经理李益民因受贿而入狱，他于两次补充协议签订前收受了鴻道集團总裁陳鴻道总共300万港币的贿赂。
鸿道旗下加多宝公司使用“怕上火，喝王老吉”的广告语，对王老吉在大陆的推广做出了很大贡献。加多宝在2003年投入1亿多元广告後，红罐王老吉销量突然激增，年销售额增长近400%，从1亿多元猛增至6亿元人民币，2004年则突破10亿元，同年广药的绿盒装销售额仅为8000万元。在红罐拉动之下，2007年绿盒王老吉销售额达到7.1亿（此时已为合资公司）。2008年，红罐装销售突破100亿元。2002至2009连续8年间，王老吉凉茶的年均增长率达到96%。2007年至2009年，红罐王老吉连续三年在中国大陆罐装饮料市场销量第一。到2010年王老吉销售额增加到150亿元，几乎是2002年的十倍。随着红罐王老吉年销量跳跃式增长，广州王老吉药业自产的绿盒王老吉借着加多宝重金铺就的美誉和渠道轻松取得市场份额。2011年绿盒王老吉的销售额已接近20亿元。
王老吉的品牌，在2006年的「中华老字号品牌價值百強榜」中排行第五，品牌價值達22.44億元人民幣。同年，包括王老吉在内的18個涼茶品牌被列為國家級非物質文化遺產。
2008年汶川大地震后，加多宝捐款1亿元。2009年2月18日，加多宝的王老吉成为2010年广州亚运会的高级合作伙伴，知情人士估计赞助费至少达2亿元人民币。
2018年7月27日，广药集团公告称近日收到广东高院就“王老吉”商标法律纠纷一案的一审《民事判决书》。根据判决结果，广东加多宝饮料食品有限公司、浙江加多宝饮料有限公司、加多宝（中国）饮料有限公司、福建加多宝饮料有限公司、杭州加多宝饮料有限公司、武汉加多宝饮料有限公司赔偿广药集团经济损失及合理维权费用共计14.41亿元人民币。2019年7月1日，王老吉、加多宝收到关于最高人民法院就王老吉与加多宝商标侵权纠纷案裁定的公告，公告指出撤销广东省高级人民法院（2014）粤高法民三初字第1号民事判决，并发回广东省高级人民法院重审。

### 广药与加多宝之争
截至2016年7月，王老吉与加多宝所涉及的官司有很多起，王老吉获得21次胜诉，其中在“改名案”、“10罐中有7罐案”、“吉庆时分案”、“怕上火案”等所有广告语案件中胜诉。

#### 广告语之争
2011年4月11日，加多宝集团在北京发布声明称广药集团（非广州王老吉药业）并没有取得王老吉粥类产品的商标许可。由于其外形为红色包装，与红罐王老吉包装相似。加多宝认为，广药集团授权广粮集团生产王老吉固元粥、王老吉莲子绿豆爽等产品的举措是侵权了其包装及装潢权。加多宝也谴责广药集团借王老吉商标跨越饮料行业甚至是跨越食品行业进行盲目多元化发展，是不符合百年沉淀的王老吉专注凉茶生产的品牌内涵，也背离了国家对非物质文化遗产整体性保护的权威性指导。广药也向中国国际经济贸易仲裁委员会提出关于“王老吉”商标的仲裁申请，主张2002和2003年的补充协议因当事人行贿受贿而无效。2011年12月，该案进入仲裁程序。2012年5月9日，仲裁委员会发出仲裁结果，认为两份补充协议均无效，之前有效的合同于2010年5月2日过期，因而鴻道旗下加多宝公司在此日期后已无权使用“王老吉”商标。加多宝则声称有协议指双方到2013年才到期。
自2011年起，加多宝公司出品的红罐已逐步改名，2011年至2012年5月的红罐产品印着“加多寶出品王老吉”，2012年5月之后其红罐产品以“加多寶”为名。加多宝公司还在各种广告中中宣传“全国销量领先的红罐凉茶已改名加多宝”，“不再使用过去十七年沿用的商标”，“还是原来的配方还是熟悉的味道”。
2012年5月，广药集团成立全资子公司广州王老吉大健康产业公司。商标争议的仲裁结果出来几天之后，广药通过广州王老吉大健康产业有限公司（非绿盒王老吉药业）也发布了他们自己的红罐王老吉，装潢几乎完全沿用加多宝时期的包装风格，例如写上“凉茶始祖王老吉”，字体和原来加多宝使用多年的几乎一样。电视广告语也使用加多宝之前广泛宣传的“怕上火，喝王老吉”。在平面广告上也使用了加多宝时期的风格，并宣传“红罐王老吉从未更名”，“任何宣传红罐更名均属虚假信息”。因生产线不足，广药的红罐已授权实达轩（佛山）饮料有限公司、广西宏邦食品有限公司、珠海市西部天元食品公司、深圳市深晖企业有限公司等四家企业代工生产，并声称不排除授权更多企业代工的可能性。
2012年1至4月，加多宝一共向电视、报刊、户外等媒体投放了11.74亿元人民币的广告，同比增长了52.6%，而广药的广告投放仅为700万元。

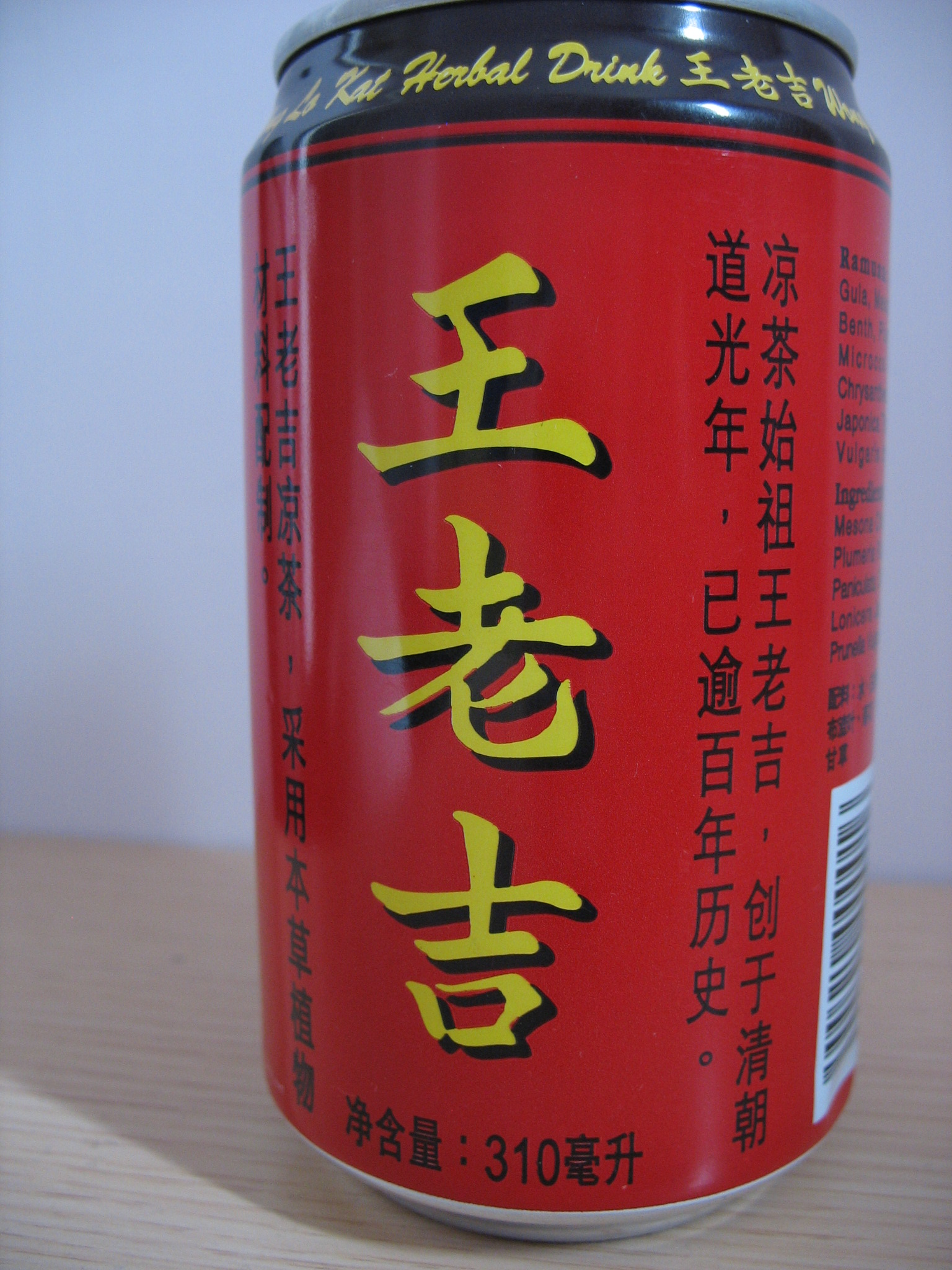
馬來西亞生產的罐裝王老吉

起初，由於廣藥生產的王老吉並無於港澳、台灣及海外地區出售，因此這些地區銷售的鴻道產品仍然沿用王老吉商標。直到2013年初，香港及台灣銷售的王老吉亦相繼改名加多寶。而海外（例如馬來西亞）生產的王老吉則繼續沿用王老吉商標，英文稱為 Wong Lo Kat Herbal Drink。
2006年，广东省食品（饮食）文化遗产工作组领导小组向王老吉药业股份有限公司颁发证书，称“根据广东省食品文化遗产凉茶秘方、专用术语及品牌拥有企业的历史资料、传承谱系、后发优势及保护发展措施，由广东省文化厅、香港特别行政区民政事务局、澳门特别行政区文化局共同申报并经国务院批准公布凉茶为国家级非物质文化遗产代表作，你单位拥有国家级非物质文化遗产代表作凉茶10、11、12、13、14、15号秘方及专用术语。”2007年，广药王老吉又获得凉茶102号秘方及专用术语。
但有报道指，1956年当局以高压的环境下强迫王恆輝後人上交了秘方。但时至今日，在秘方的真伪上，广药毫无话语能力，而王家在大陆一脉王恒辉的后人则对于秘方之争有着决定性的作用。他们可以宣布当年上交的配方为伪，合法地阻击广药的贪婪，逼出虽已迟到、但却真实的赎买，还自己一个公道。在2012年5月加多宝举行的新闻发布会上，王恆裕的香港傳人王健仪首次以加多宝集团名誉董事长身份登台声援加多宝，声明：“王氏家族独有的王老吉正宗凉茶祖传秘方已经独家传授给加多宝集团，加多宝生产的凉茶是受我独家授权配方的，过去是，现在是，未来还是”。
2013年1月31日，广州市中级人民法院裁定，加多宝立即停止使用“王老吉改名为加多宝”、“全国销量领先的红罐凉茶改名为加多宝”或与之意思相同、相近似的广告语进行广告宣传的行为，因为法院认为这可能存在“虚假宣传”。2013年2月4日，加多宝在其微博上连发四条主题为“对不起”的自嘲系列文案，并在上面配以幼儿哭泣的图片，引发上万网友转发，被称为“对不起体”。当天傍晚，王老吉也发出样式相同的“没关系”的回应，事后王老吉澄清并不是其所为，而是网友恶搞。之后，“对不起体”红遍网络，其中，网友“哇-林芬”代可口可乐以相同形式恶搞了“都怪我”系列，而网友“鞋骨”则代百事可乐做了“少得意”系列。与前两个并齐。一位接近本次事件的人士日前称：“广告图中哭泣的小宝宝让很多网友对加多宝的遭遇倍感同情。”加多宝方面或希望用网络营销为自己达到“未赢官司，先赢民心”的效果。
2013年12月20日，广州市中级人民法院对该案进行一审宣判，判令加多宝公司立即停止使用上述广告语，赔偿广药集团经济损失等1081万余元，并在媒体上道歉。而加多宝公司则当庭表示将发起上诉。2015年7月28日，北京市高级人民法院二审宣判，维持一审判决，并要求加多宝赔偿广药集团及王老吉大健康公司经济损失及合理开支共计300万元，同时判令加多宝公司立即停止虚假宣传行为。
2013年12月底，重庆市第一中级人民法院判决驳回加多宝公司作为原告要求法院判定王老吉使用“怕上火喝王老吉”广告语为侵权的全部诉请，认为“怕上火”指向王老吉，与“王老吉”不可分割。2015年12月3日，王老吉大健康产业和广药集团收到了广州市中级人民法院的一审判决书，判令加多宝停止使用“怕上火”系列广告语，并赔偿广药集团经济损失500万元。
2019年8月，广药集团与加多宝分别发布公告，最高人民法院判决加多宝立即停止使用相关广告词并赔偿广药集团100万元人民币；而对于加多宝“红罐凉茶改名加多宝”等相关广告，则判决其不构成虚假宣传。

#### 包装之争
2012年7月6日，广东省高级人民法院对王老吉与加多宝的红罐包装装潢案进行了一审审理，此案被称为“中国包装装潢第一案”。2014年12月19日，广东省高院一审判决加多宝败诉，赔偿广药集团经济损失1.5亿元及合理支出26万多元。加多宝因不服一审判决向最高人民法院上诉。
2015年6月16日，最高人民法院对此案进行二审审理。
2017年8月16日，最高人民法院第一法庭二审宣判此案。最高人民法院终审判决认为，广药集团与加多宝公司对涉案“红罐王老吉凉茶”包装装潢权益的形成均作出了“重要贡献”，双方可在不损害他人合法利益的前提下，共同享有“红罐王老吉凉茶”包装装潢的权益。
2018年1月31日，福建省高级人民法院二审宣判王老吉诉加多宝侵权案，判令加多宝立即停止使用与广药集团“王老吉”凉茶特有包装装潢相同或相近似的包装装潢，驳回广州医药集团有限公司的全部诉讼请求。

#### 配方之争
2015年12月23日，广州医药集团、广州王老吉大健康产业有限公司收到了广州市中级人民法院的判决书。判决书称，该院对王老吉加多宝“配方案”做出一审判决。法院审理认为，2012年广药收回“王老吉”商标后，加多宝公司及王泽邦第五代玄孙王健仪先后发表声明、播放“传人篇”广告。并在未介绍历史背景的情况下，称“加多宝凉茶传承王健仪独家配方”、“从未传授王老吉秘方给广药集团”、“王泽邦后人将配方独家传授给加多宝”，属于构成虚假宣传的行为。另据判决书的内容显示，王老吉凉茶的传承一直没有间断，广药集团拥有王老吉凉茶独家秘方。法院裁定加多宝立即停止虚假宣传及商业诋毁的侵权行为，并赔偿王老吉经济损失及合理维权费用500万元，且需在《广州日报》及加多宝集团官网首页刊登声明并道歉。
2016年7月20日，广药白云山20日发布公告称，广东高院对王老吉加多宝“配方案”作出终审判决，驳回加多宝上诉，维持原判。

### 後人抗議
2012年3至4月間，廣藥集團在未諮詢王家後人意見的情況下，擅自用王氏族人的先祖註冊了四個圖形商標，包括王澤邦、王恒輝及王寶瑤肖像。王健儀發表聲明稱，事情已經影響到其家人的聲譽，因為市場上一些產品不是其家族出品，好像王老吉綠豆沙、王老吉即食粥等。她還表示，不會發展涼茶以外的其他產品，「王老吉世代都是賣涼茶的，我們只是想將涼茶發揚光大，但一些非涼茶產品已經開始進入海外市場，甚至因此有消費者投訴到我們的公司去了。」廣藥還計劃利用王老吉品牌生產啤酒、獸醫及生化用品的行為同樣令其感到憤怒。
中國政法大學民商法學院陳健教授接受《北京晨報》採訪時表示，依據中國商標法規定，商標不得與他人事先取得的合法權益相衝突。肖像權屬於人身權，即使當事人故去，也應受到法律保護，並由其最密切的後代維護。如果廣藥未經王澤邦後人同意而擅自使用王澤邦肖像作為商標，王澤邦後人可以提出訴訟，通過商標爭議程序來撤銷商標。

## 成份与口味
廣州藥業的綠盒和加多宝的红罐包装上印刷的涼茶主要成份表相同：水、白砂糖、仙草、雞蛋花、布渣葉、菊花、金銀花、夏枯草、甘草，其中后七种成分简称为“三花、三草、一叶”。
加多宝的红罐与王老吉药业的绿盒产品相比，前者稍甜，后者在甜味内夹杂一些草药味。1995年，绿盒包装的口味较现在偏苦，销量很差，但当加多宝红罐後来在市场上获得大量份额时，绿盒也迅速变更了配方，使之口感更接近“红罐”。现时广药王老吉大健康产业生产的红罐，味道甚至比加多宝更甜，而最原始配方的中药王老吉应为苦茶，没有甜味。

#### 包装图

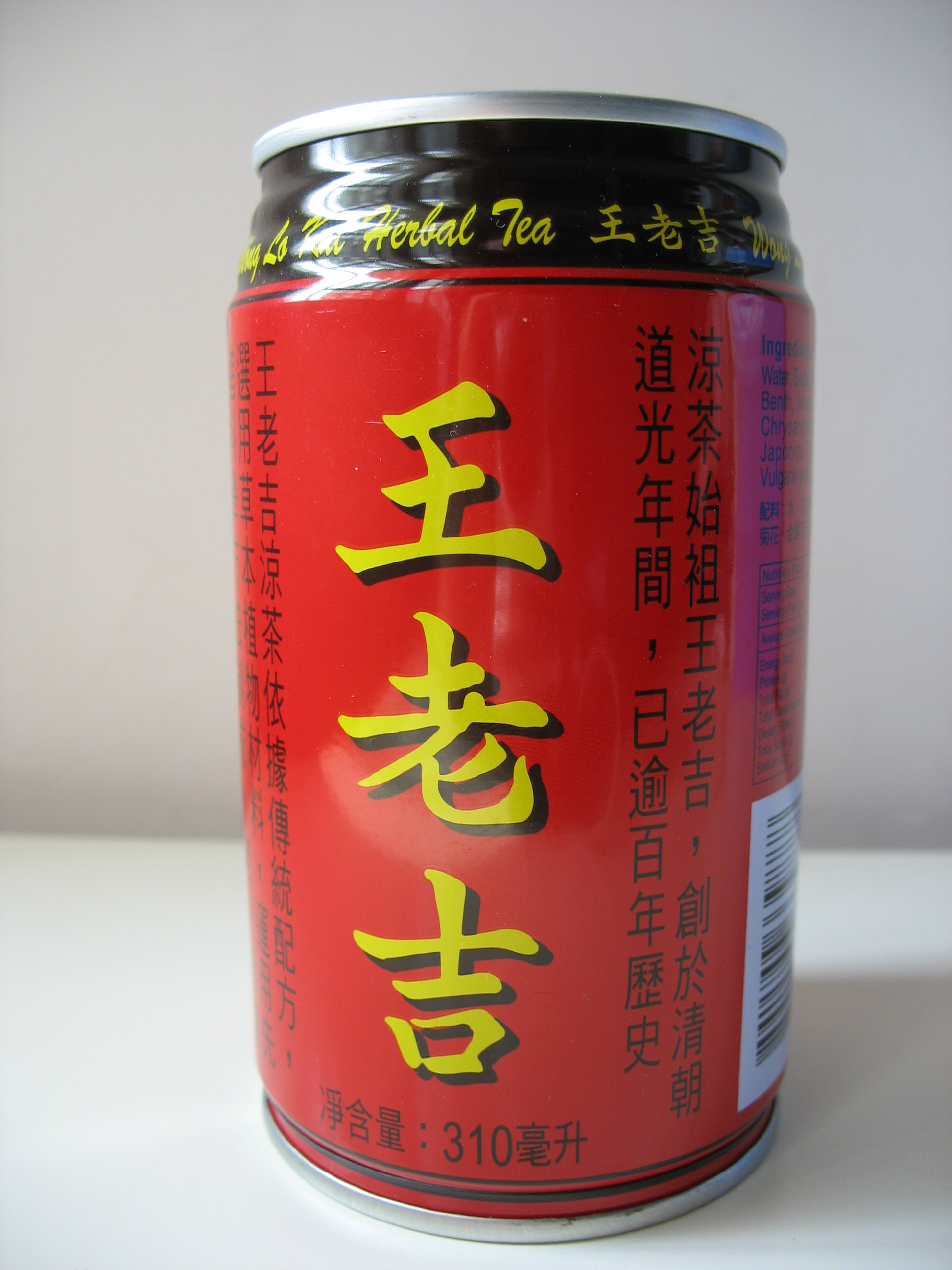
香港售鴻道集團旗下加多宝生產的310ml红色罐装产品，使用“王老吉”商标，英文是（約1995至2012年）
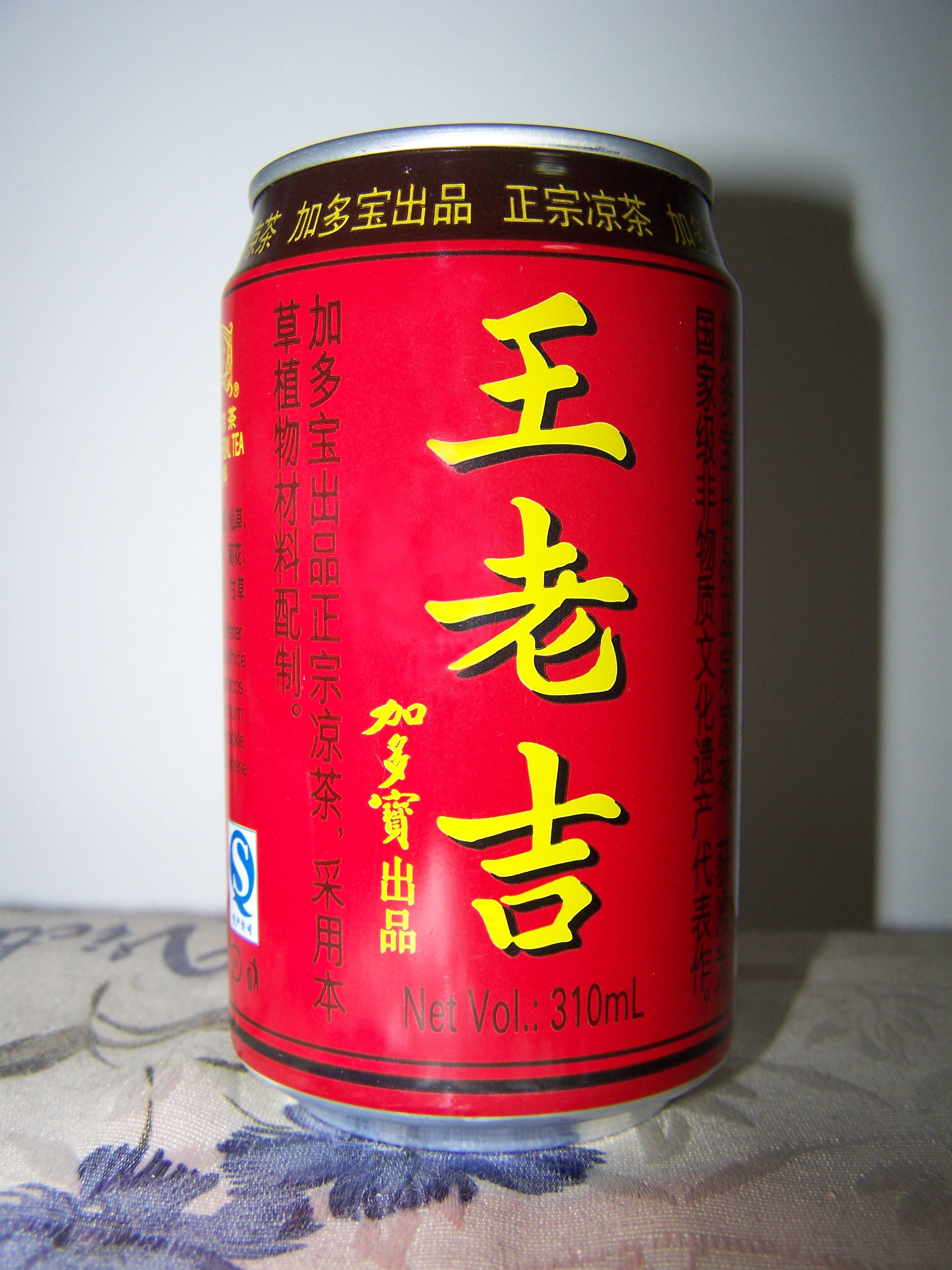
大陆售加多宝生产的310ml红色罐装产品，印着“加多寶出品王老吉”，英文是（2011年至2012年5月）
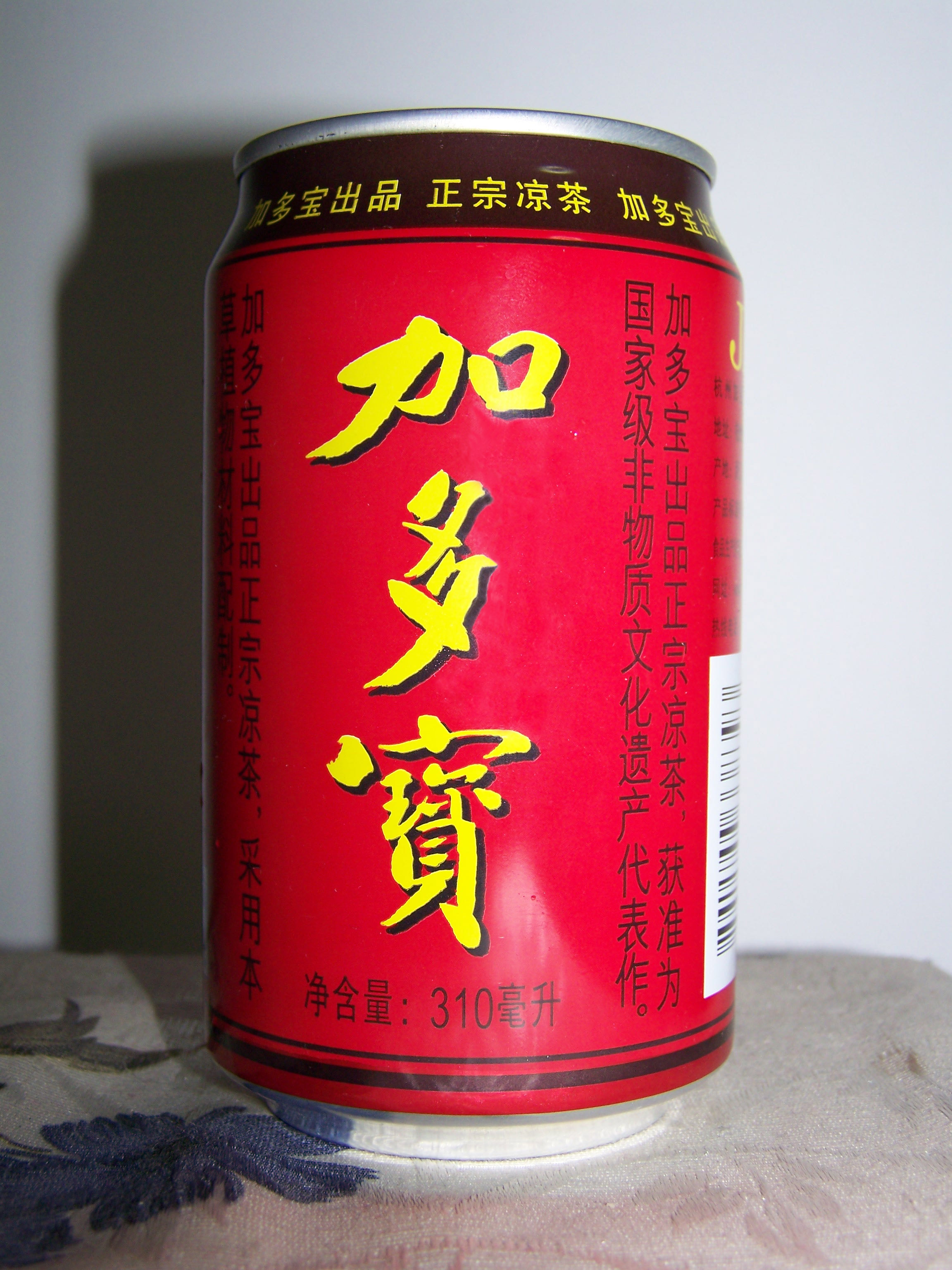
大陆售加多宝生产的310ml红色罐装产品，已改名为“加多寶”（2012年5月至2015年4月）
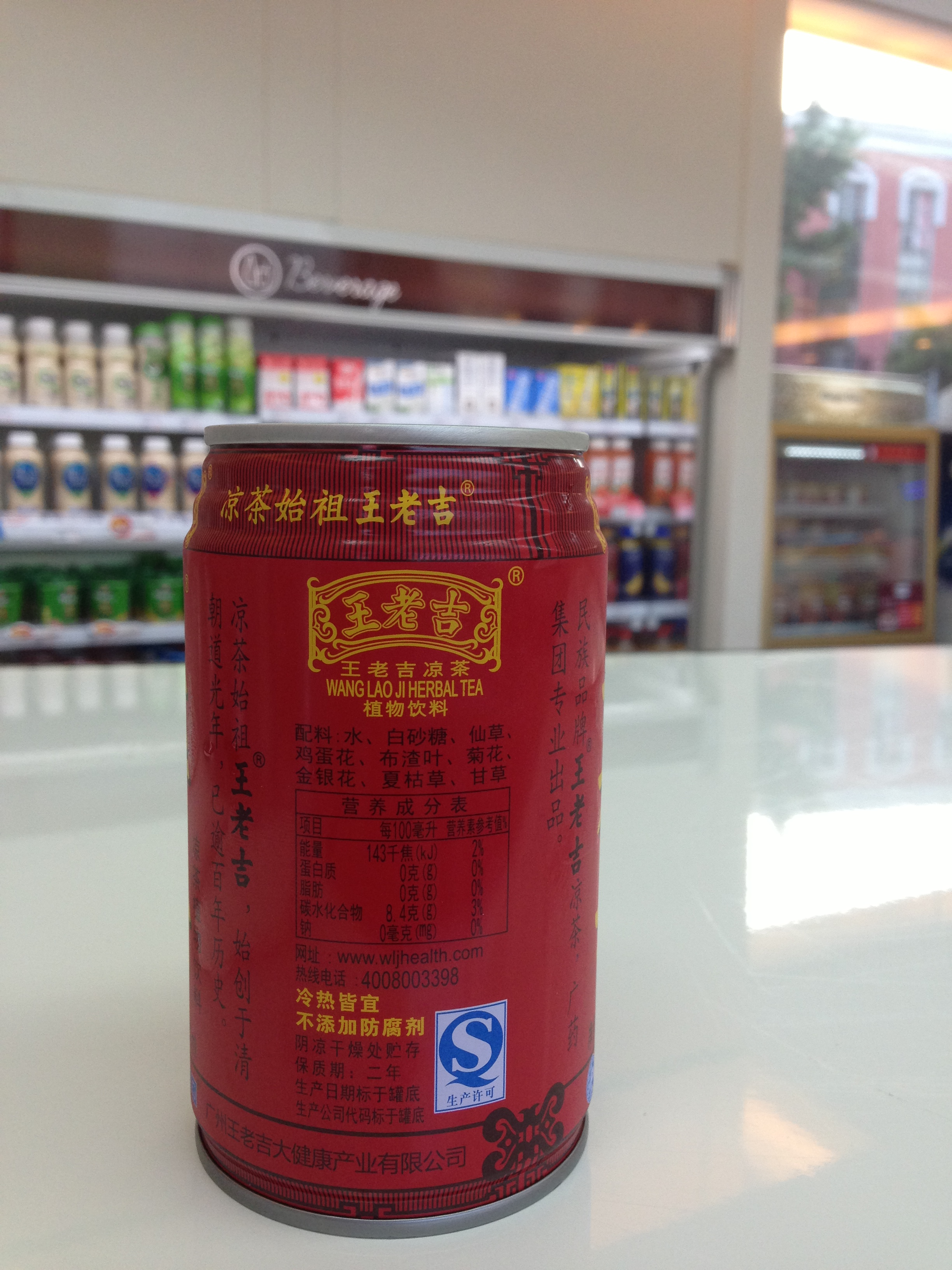
广药王老吉大健康公司监制的310ml红色罐装产品（2012年6月至2014年6月，现已不再出现），英文改为拼音
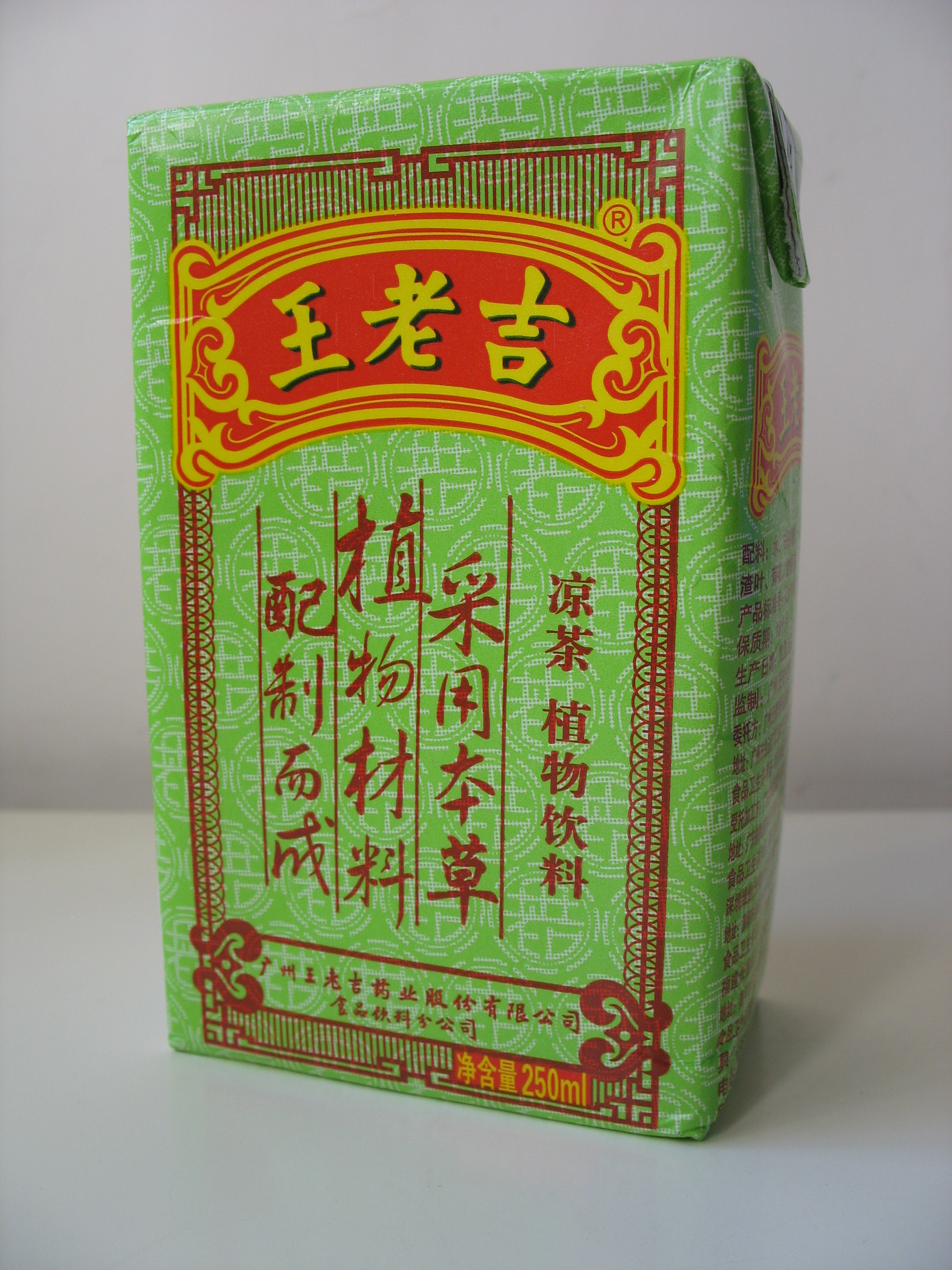
廣州王老吉藥業生產的250ml绿色纸盒装产品，英文是（约1995年至今）

## 医学研究
广药集团在2013、2016、2017年（财富全球论坛）屡次宣称喝王老吉凉茶可延长动物寿命大约10%。然而这一言论在2017年引发争议，王老吉方面回应称，这一结论是通过对576只大鼠样本为期两年的安全性实验中得出的。但中国保健协会食物营养与安全专业委员会会长孙树侠表示，虽然王老吉凉茶中含有多种药材，但含糖量也很高，长期饮用不可避免地会摄入大量糖分，也会使得中药材的保健作用大打折扣。而关于“喝王老吉凉茶可延长寿命大约10%”的说法，孙树侠认为此说法没有相关的科学依据。被涉及到的863计划研究人员也澄清说，课题“功能性食品安全评价因子研究项目”的目的是确认安全性，而非寻找药效。课题测试了加多宝、王老吉，结果“惊人地相似”。
广药集团也屡次宣称过：据广东省疾病预防控制中心的实验发现，在受试者在饮用王老吉凉茶后，其肝肾功能、血脂分型、血常规等体检指标，呼吸系统、消化系统、泌尿系统及情绪等方面都有一定程度的改善。在2017年引发争议后，王老吉先是撤回了这条关于人体的结论，坚持动物研究结果。

## 英文名称
王老吉在香港和海外的英文名称是1828年始创时传统的粤式郵政式拼音，2011年及之前香港鸿道集团旗下加多宝公司在内地贩售的红色罐装王老吉，英文名称也使用。而广药王老吉药业生产的红绿包装均按照当局的意思在1949年後改成，与很多国有企业的做法相同。在現代企業方面，同為知名企業的黃振龍涼茶，英文一直使用粵拼。

### 腳註
1. ↑  . 《太陽報》港聞要聞. 2007年11月1日  [2011年8月1日]. （原始内容存档于2010年1月6日） （中文（繁體））.
2. ↑  . 《蘋果日報》港聞要聞. 2007年11月1日 （中文（繁體））.。
3. ↑  . 《太陽報》港聞要聞. 2007年11月1日  [2009年10月8日]. （原始内容存档于2007年11月1日） （中文（繁體））.
4. ↑  . 法制日报. 2012-06-19  [2012-09-03]. （原始内容存档于2013-10-20）.
5. 1 2 3  . 财经网. 2012-06-13  [2012-09-03]. （原始内容存档于2012-09-02）.
6. 1 2  . 李静 (新京报、南方报业). 2012年4月12日  [2012年6月24日]. （原始内容存档于2012年7月13日）.
7. 1 2 3  . 新浪. 2012年5月  [2012年6月24日]. （原始内容存档于2012年6月15日）.
8. 1 2 3  . 京华时报 (新华网). 2008-06-25  [2012-08-24]. （原始内容存档于2008-07-08）.
9. 1 2 3  . 《商界》杂志. 2011年5月5日  [2012年6月27日]. （原始内容存档于2013年2月7日）.
10. ↑  . 文匯報. 2004年11月29日  [2012年6月27日]. （原始内容存档于2012年8月23日）.
11. 1 2 3 4  . 王一点 (南方人物周刊和网易). 5 June 2012  [2012年6月24日]. （原始内容存档于2012年6月13日）.
12. ↑  . 南方日报 (新华网). 2005年5月17日  [2012年6月24日]. （原始内容存档于2014年1月6日）.
13. ↑  . 和讯、青岛财经日报. 2011年4月8日  [2012年6月24日]. （原始内容存档于2014年1月9日）.
14. ↑  .   [2007-03-13]. （原始内容存档于2007-04-29）.
15. ↑  专家称“王老吉不应步健力宝后尘” （页面存档备份，存于）
16. ↑  . 新快报. 2010年10月25日  [2012年6月24日]. （原始内容存档于2014年1月9日）.
17. ↑  . 新浪财经. 2018-07-27  [2018-07-27]. （原始内容存档于2018-07-27）.
18. ↑  . 第一财经. 2019-07-01  [2019-07-03]. （原始内容存档于2019-07-02）.
19. 1 2  . 中国证券报. 2015年12月4日  [2015年12月4日]. （原始内容存档于2015年12月8日）.
20. 1 2  . 中国经济网. 2015年12月23日  [2015年12月25日]. （原始内容存档于2015年12月25日）.
21. 1 2  . 广州日报. 2016年7月21日  [2016年7月21日]. （原始内容存档于2016年8月17日）.
22. ↑  . 南方都市报. 2011-04-13  [2011-04-13].[永久]
23. ↑  . 中青在线、中国经济网. 2012年5月29日  [2012年6月24日]. （原始内容存档于2014年1月9日）.
24. 1 2  . 南方日报. 2012-06-19  [2012-08-24]. （原始内容存档于2014-01-09）.
25. ↑  . 广药网. 2012年6月3日  [2012年6月24日]. （原始内容存档于2012年6月30日）.
26. ↑  . 华夏时报. 2012-08-08  [2012-08-21]. （原始内容存档于2012-08-14）.
27. ↑  . 法制日报. 2012-09-04  [2012-09-04]. （原始内容存档于2014-01-09）.
28. ↑  .   [2013-02-06]. （原始内容存档于2013-02-09）.
29. ↑  .   [2013-02-06]. （原始内容存档于2014-01-09）.
30. ↑  .   [2013-02-06]. （原始内容存档于2013-02-08）.
31. ↑  加多宝一审被判赔偿广药１０８１万多元 （页面存档备份，存于），亚太日报，2013年12月23日
32. ↑  . 新华网. 2013-12-23  [2013-12-23]. （原始内容存档于2013-12-31）.
33. ↑  . 法制晚报. 2015-07-28  [2015年10月5日]. （原始内容存档于2015-10-05）.
34. ↑  . 环球网. 2019年8月18日  [2019年8月18日]. （原始内容存档于2019年8月18日）.
35. 1 2 3  . 央广网. 2015-06-16  [2015-06-16].[永久]
36. ↑  . 央视新闻. 2017-08-16  [2017-08-16]. （原始内容存档于2017-08-16）.
37. ↑  . 金融界. 2018-01-31  [2018-01-31]. （原始内容存档于2018-02-07）.
38. ↑  . 2013-03-26  [2013-03-28]. （原始内容存档于2013-03-30）.
39. ↑  . 2013-03-26  [2013-03-28]. （原始内容存档于2013-05-19）.
40. ↑  . 2013-05-08. （原始内容存档于2022-11-03）.
41. ↑  . 2013-03-28  [2013-03-28]. （原始内容存档于2013-03-31）.
42. ↑  第一财经日报. . 网易. 2012-06-06  [2015-12-03]. （原始内容存档于2015-12-08）.
43. 1 2  . 澎湃新闻(上海). 2017-12-07  [2017-12-07]. （原始内容存档于2017-12-07）.
44. ↑  包雨朦. . 澎湃新闻.

### 其他文獻
- 王老吉：根在古勞
- 王老吉夥經典字號招商-第五代傳人謀出路
- 商標註冊權三分天下（页面存档备份，存于）
- 王老吉，“防火”让自己火起来

## 外部連結
- 加多宝集团官方網站（页面存档备份，存于）／新浪微博（页面存档备份，存于）／官方活動網站
- 廣州王老吉大健康產業有限公司官網（页面存档备份，存于）／新浪微博（页面存档备份，存于）
- 廣州王老吉药业（绿盒）官網（页面存档备份，存于）／新浪微博（页面存档备份，存于）
- 台灣王老吉的Facebook專頁
- 馬來西亞王老吉